# Dean Fujioka
Dean Fujioka (japanska:藤岡竜雄; kinesiska:藤岡靛; hepburn:Fujioka Tatsuo; pinyin:Ténggāng Diàn), född 1980, är en japansk skådespelare.  

## Karriär
Fujioka föddes i Japan, men flyttade senare för, att studera, till Seattle, USA. Detta har fört med sig en stor språkkunskap och han pratar flytande japanska, engelska och kinesiska. 
Han startade sin karriär 2004 genom att inträda Hong Kongs modescen som en modell. Han har varit modell för både lokala och internationella designermärken och han syns fortfarande ofta i Hong Kongs ledande modetidningar. Fujioka är inte bara känd genom bilder utan har också syns på reklam i TV. 
Under 2005 bestämde sig Fujioka för att försöka sig på skådespeleri och det blev en succé. Han har hunnit med att spela in fyra dramaserier och en långfilm. Den första dramaserien var Goku Dou High School som hade premiär 2006. Här agerade han tillsammans med Kingone Wang. Han har också gästspelat i den populära serien Corner With Love, tillsammans med Taiwans danskung Show Luo och Barbie Xu.
Fujiokas senaste drama var Miss No Good, och han har hyllats av många efter sin insats. Här spelar han Jia Si Le som kommer tillbaka efter en japanvistelse. Han är hopplöst förälskad i en gammal klasskamrat (Rainie Yang) och han bjuder ut henne. Hon bestämmer sig för att få en makeover hos den kände stylisten Tang Men (Wilber Pan) innan hennes och Si Le's dejt ska äga rum.